# San Miguel (Buenos Aires)
Pour les articles homonymes, voir San Miguel.
San Miguel (en français : saint Michel) est une ville du Grand Buenos Aires, capitale de l'Argentine, au nord-est du Grand Buenos Aires, dans la province de Buenos Aires et chef-lieu du partido de San Miguel. Elle comptait 157 132 habitants en 2001.